# David Leukert

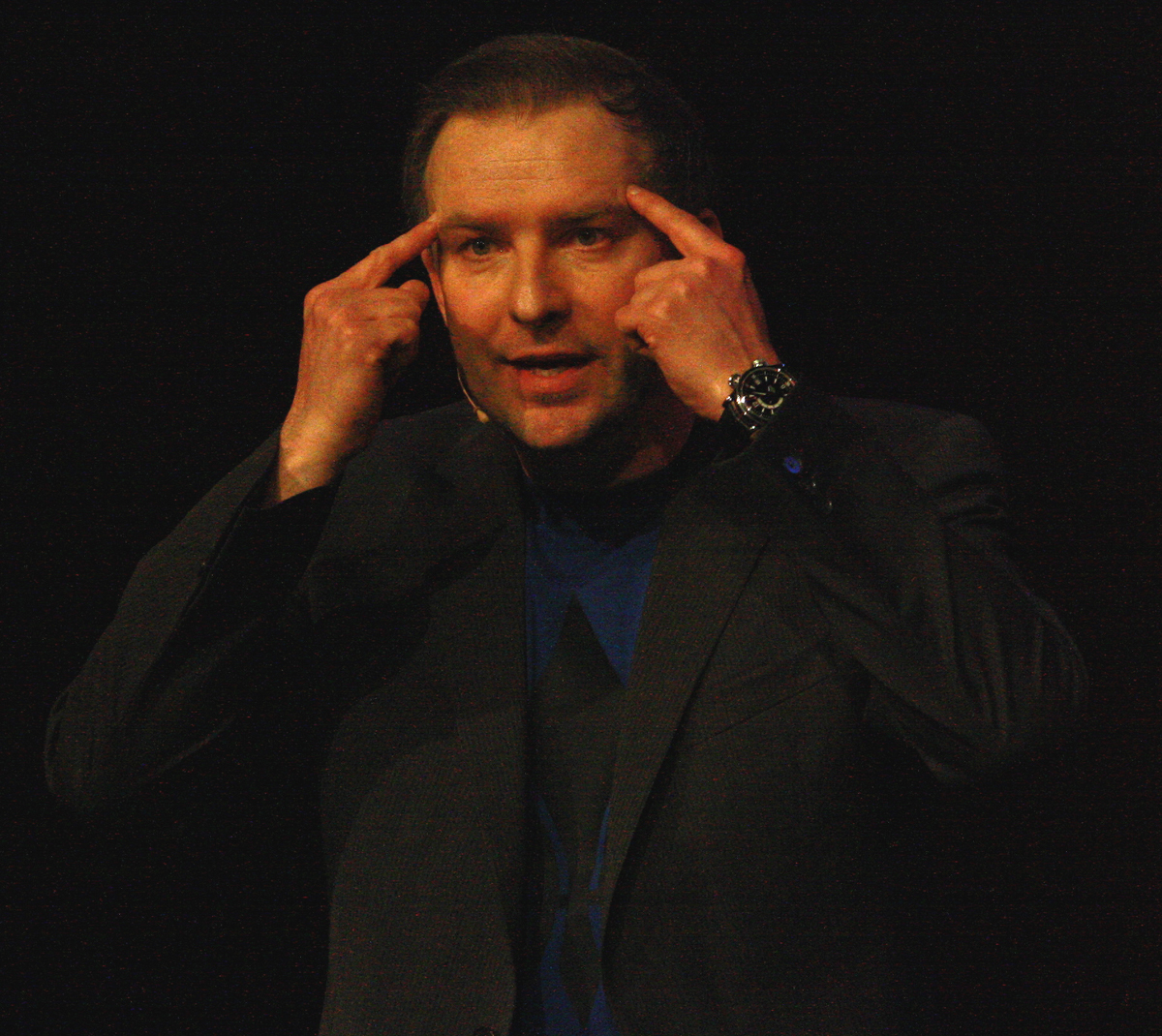
David Leukert (2013)

David Leukert (* 29. August 1964 in Berlin) ist Comedian und Kabarettist.
David Leukert studierte wenige Semester lang Germanistik und Politikwissenschaft. Ab 1986 besuchte er eine Schauspielschule in Stuttgart. Er moderierte im Quatsch Comedy-Club auf ProSieben, trat bei Harald Schmidt auf und tourte mit den Programmen Ich und Du und Singles Paare Paradiese durch Kleinkunstbühnen in Deutschland. Er engagiert sich bei der Aktion „Deine Stimme gegen Armut“. Als Solokabarettist gewann er einige Preise. David Leukert schrieb mit „Eltern-Deutsch/Deutsch-Eltern“ sein erstes Buch. Seit 1994 beschäftigt er sich in seinem Bühnenprogramm mit der Beziehung zwischen Männern und Frauen und später vor allem auch mit deren Funktion als Eltern. Leukert hat selbst einen Sohn und lebt in Berlin.

## Werke
- „Eltern-Deutsch/Deutsch-Eltern“, Langenscheidt Entertainment-Programm, November 2010 ISBN 978-3-468-73811-1
- „Schau Liebling, der Mond nimmt auch zu!“, ‎dtv, 2013 ISBN 978-3-423-34774-7